# DEHC Biel
Der Damen-Eishockeyclub Biel war ein Fraueneishockey-Verein aus Biel/Bienne in der Schweiz, der zwischen 1994 und 2008 am Spielbetrieb teilnahm und zwei Meisterschaften in der Leistungsklasse B gewann.

## Geschichte
Der DEHCB wurde vor der Saison 1994/95 gegründet und stieg direkt nach der ersten Spielzeit in die Leistungsklasse B auf. Zur Saison 1995/96 wurde eine zweite Mannschaft des DEHCB gegründet. 1997 wurde die erste Mannschaft des DEHC Meister der zweiten Spielklasse und stieg damit in die Leistungsklasse A auf. Es zeigte sich jedoch, dass die Mannschaft noch nicht stark genug war, um auf diesem Niveau mitzuspielen und stieg mit einem achten Platz wieder in die LKB ab. Zeitgleich musste die zweite Mannschaft, die zuvor in der Leistungsklasse C teilgenommen hatte, aufgelöst werden.
In den folgenden Jahren belegten die Frauen des DEHC stets Plätze im Mittelfeld der Leistungsklasse B. Zeitweise arbeitete der Club mit dem DHC Langenthal zusammen, um jeder Spielerin das optimale Spielniveau anbieten zu können.
Im September 2008 zog sich der DEHC, nachdem er in der Vorsaison mit dem Meistertitel in der LB erneut in die erste Spielklasse aufgestiegen war, aus finanziellen Gründen aus Leistungsklasse A zurück und wurde später aufgelöst.

## Platzierungen
- 1995/1996     3. Rang LKB
- 1996/1997     1. Rang LKB und Aufstieg in die LKA
- 1997/1998     8. LKA und Abstieg in die LKB
- 1998/1999     5. Rang LKB
- 1999/2000     5. Rang LKB
- 2000/2001     5. Rang LKB
- 2001/2002     3. Rang LKB
- 2002/2003     4. Rang LKB
- 2003/2004     5. Rang LKB
- 2004/2005     6. Rang LKB
- 2005/2006     5. Rang LKB
- 2006/2007     6. Rang LKB
- 2007/2008     1. Rang LKB und Aufstieg in die LKA